# Rua Pilies (Vilnius)

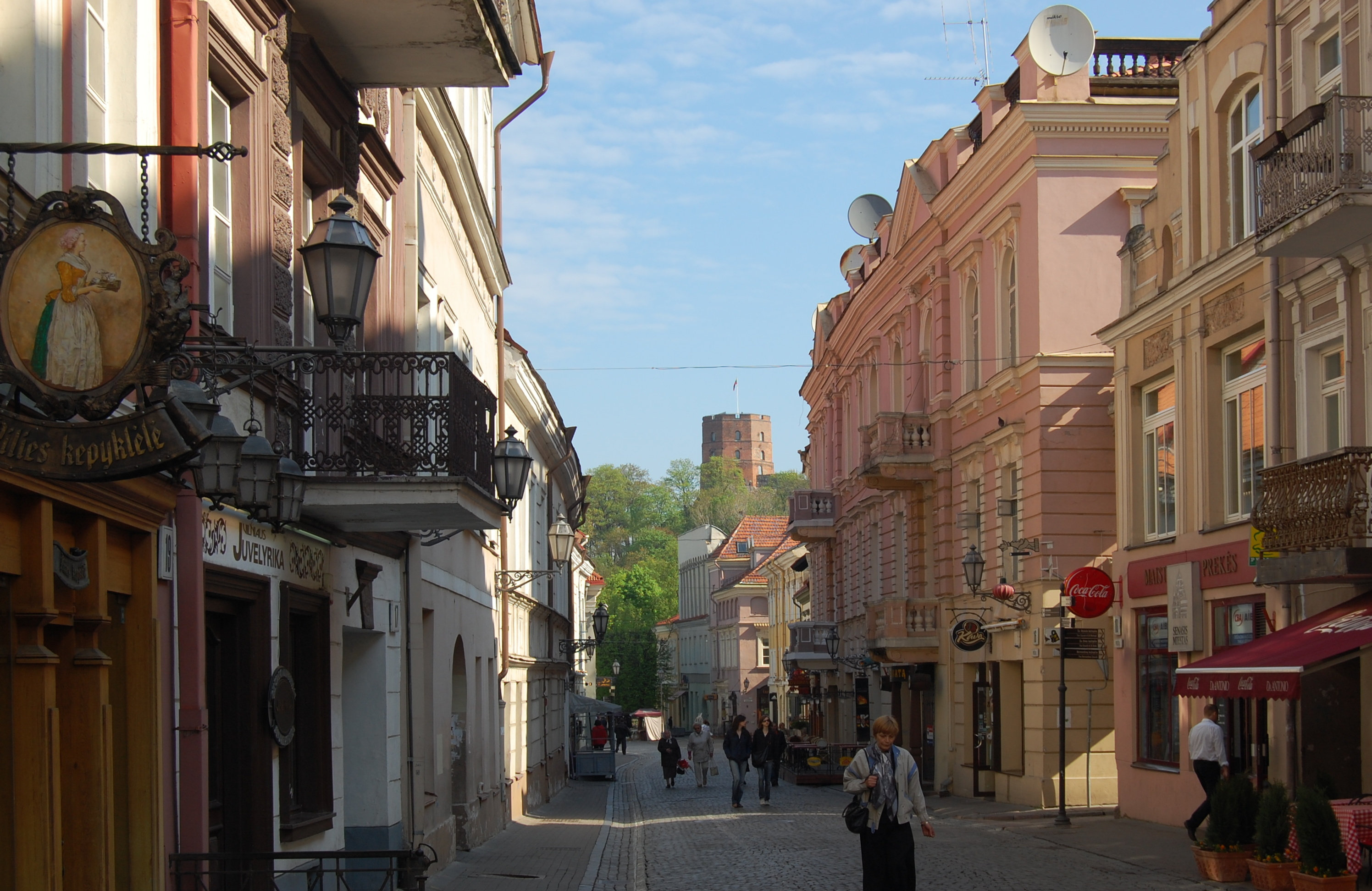
Pilies Street. Torre Gediminas está visível ao fundo.

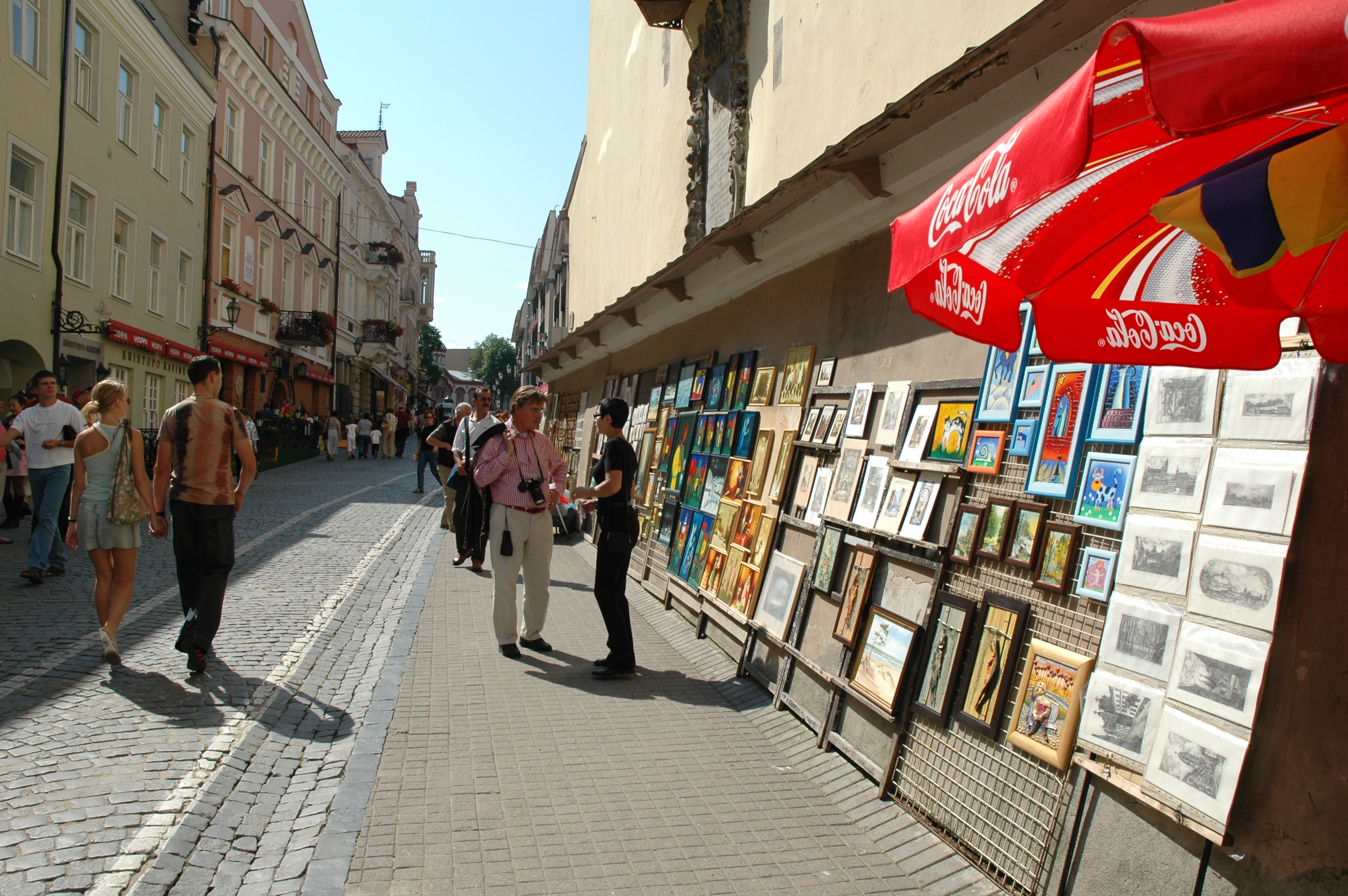
A rua é também popular entre vendedores de pinturas, souvenirs e artesanatos.

Pilies Street (literalmente, "Rua do Castelo"; em lituano:  Pilies gatvė) é uma das ruas principais no Centro Histórico de Vilnius, a capital da Lituânia. É uma rua um tanto pequena, indo da Praça da Catedral à Prefeitura de Vilnius, continuação da rua Didžioji.